# Perelli
 Perelli  là một xã ở tỉnh Haute-Corse trên đảo Corse, Pháp. Xã này có diện tích 6,21 km², dân số năm 1999 là 110 người. Khu vực này có độ cao 700 mét trên mực nước biển.